# 地中海での難民船事故の一覧

2011-2016年の地中海における難民・移民の死亡者数グラフ。 出典:国連難民高等弁務官事務所

地中海での難民船事故の一覧（ちちゅうかいでのなんみんせんじこのいちらん）では、2007年から2016年にかけて地中海で発生した難民船の沈没事故について説明する。この事例は欧州難民危機の一部として言及されている。
| 地中海移民の 四半期での死者 到着1,000人に対して | 地中海移民の 四半期での死者 到着1,000人に対して | 地中海移民の 四半期での死者 到着1,000人に対して |
| ----------------------------------------------- | ----------------------------------------------- | ----------------------------------------------- |
| 2015年第1四半期                                 | 46.5                                            |                                                 |
| 2014年第4四半期                                 | 7.8                                             |                                                 |
| 2014 年第3四半期                                | 30.6                                            |                                                 |
| 2014年第2四半期                                 | 13.2                                            |                                                 |
| 2014年第1四半期                                 | 4.2                                             |                                                 |

## 2015年以前
| 日付           | 場所               | 乗員数 | 確定の 死者数 | 行方不明 | 既知の 生存者数 |
| -------------- | ------------------ | ------ | ------------- | -------- | --------------- |
| 2007年5月21日  | マルタ沖           | 53     | 0             | 53       | 0               |
| 2009年3月27日  | リビア沖           | 約250  | 98            | 約131    | 21              |
| 2009年3月4月   | リビア沖           | 約250  | 0             | 約250    | 0               |
| 2009年3月4月   | リビア沖           | 約250  | 0             | 約250    | 0               |
| 2011年4月6日   | ランペドゥーザ島沖 | 約300  | 20            | 130+     | 51              |
| 2013年10月3日  | ランペドゥーザ島沖 | 500+   | 359           | 30+      | 155             |
| 2013年10月11日 | ランペドゥーザ島沖 | 200+   | 34            | 20+      | 147             |
| 2014年9月11日  | マルタ沖           | 500+   | 0             | 500+     | 9               |
| 2014年9月15日  | リビア沖           | 約250  | 0             | 約250    | 36              |

## 2015年
| 日付    | 場所               | 乗員数          | 確定の 死者数 | 行方不明 | 既知の 生存者数 |
| ------- | ------------------ | --------------- | ------------- | -------- | --------------- |
| 4月13日 | リビア沖           | 約550           | 9             | 400+     | 144-150         |
| 4月19日 | リビア沖           | 約850           | 24            | 800+     | 28              |
| 4月20日 | ロドス島沖         | 96              | 3             | 0        | 93              |
| 5月3日  | リビア沖           | 3500 (船舶複数) | 10+           | ?        | ?               |
| 5月5日  | カターニア沖       | 不明            | 5             | 40+      | 197             |
| 5月5日  | クロトーネ沖       | 250+            | 3             | 不明     | 250             |
| 5月29日 | ランペドゥーザ島沖 | 234+            | 17            | 不明     | 217             |
| 7月23日 | リビア沖           | 300+            | 40+           | 40+      | 283             |
| 7月27日 | リビア沖           | 522             | 13            | ?        | ?               |
| 8月1日  | リビア沖           | 780             | 5             | ?        | ?               |
| 8月5日  | リビア沖           | 370             | 26            | 200      | ?               |
| 8月11日 | リビア沖           | 120             | 50            | 50+      | ?               |
| 8月15日 | リビア沖           | 約400           | 49            | 0        | 約350           |
| 8月18日 | トルコ沖           | 不明            | 6             | 不明     | 0               |
| 8月25日 | リビア沖           | 約450           | 50            | 0        | 約400           |
| 8月27日 | リビア沖           | ?               | 160           | 200+     | ?               |
| 8月30日 | リビア沖           | ?               | 7             | ?        | ?               |
| 9月1日  | コス島沖           | ?               | 11            | ?        | ?               |
| 9月6日  | ランペドゥーザ島沖 | ?               | 20            | ?        | ?               |
| 9月13日 | ファルマコニシ島沖 | 112             | 34            | ?        | ?               |
| 9月15日 | トルコ沖           | 250             | 22            | ?        | ?               |
| 9月30日 | レスボス島沖       | ?               | 2             | 11 ?     | 45              |

イタリアに向けて地中海を渡った移民の死亡者報告数が2015年4月に増加した。様々な事故で1000人以上（推定）が死亡し、救助活動の出動も行われた。

### 4月13日
2015年4月13日、最大550人の移民が乗っていた船舶一隻がリビア沿岸で沈没した。 400人以上が溺死したと考えられている。144-150人が救助されてイタリア南部の病院に運ばれた。この転覆はリビア沿岸から60海里(110km)の沖合で発生した。
空と海からの生存者捜索作業が沈没地点で開始され、結果9人の遺体が回収され、イタリア沿岸警備隊は「これ以上生存者は見つからなかった」と述べた。

### 4月16日
4月16日、シチリア島に到着した4人の移民が自分達は沈没船の僅かな生存者であると述べた。自分達の船はリビアを出航した直後に転覆して、沈没した際に41人が溺死したと彼らは言った。無関連の事案だが、乗客12人を船外に投げ出して溺死させたとの報道を受けてシチリア島にいる15人が逮捕された。目撃者によると、4月14日にリビアを出航した船の上でキリスト教徒達とイスラム教徒達の間で喧嘩が起こり、キリスト教徒12人が船外に投げ出されてしまった。

### 4月19日
4月19日、港湾都市トリポリのズワラを出港したばかりボートが夜間にリビア沿岸沖で転覆し、そこには最大850人の移民がいた。28人が救助された。この事故はリビア沿岸から100km、イタリア南部のランペドゥーサ島から南に190kmの沖合で発生した。船舶が近づいた際にに人々が片側に移動したことで、ボートが転覆した可能性がある。その人達は、通過する船が自分達を救助してくれるだろうと考えていた。イタリア検察官の話によると、乗船していたのはバングラデシュを逃れた推定950人で密輸業者が何百人もの移民を船倉に閉じ込めていた。乗船した人達の中には、約350人のエリトリア人、200人のセネガル人、およびシリア、ソマリア、シエラレオネ、マリ、ガンビア、コートジボワール、エチオピア出身の移民がいた。
マルタ海軍とイタリア沿岸警備隊が救助を実施して、18隻の船が救助活動に参加したにもかかわらず、日没までに水面から引き揚げられたのは生存者28人と遺体が24体だけだった。この事故は、地中海の歴史で最も多くの死者を出した海難事故だと一部で引用されている。しかし、1944年にSS Oria号の沈没が4,000人以上の死者を出しており、こちらの事故の方が多くの人命を奪っている。
4月21日、このボートのチュニジア人船長が重過失の多重殺人で起訴されたとイタリアの当局者が公表した。そこでは船内の下層2階に子供たちが閉じ込められたため溺死したことも報告された。検察官の要請で、イタリア海軍は沈没船の捜索および位置確定のため、掃海艇のガエタとビエステおよびコルベット艦のスフィンジェを実働させた。 
同年5月7日、全長25mの難破船がリビア沿岸の北東約85マイルの水深375m地点にあり、先月18日に沈没した船の残骸との関連が見られるとイタリア海軍の発表があった。

### 4月20日
報道によると、4月20日に移民を運ぶ別のボートがサンゴ礁に衝突した後ギリシャのロドス島東海岸沖で沈没した。当初の報道では少なくとも3人の死亡が示された。海上から 93名が救出され、30名が入院した。 リビアから出港した他の難破船とは対照的に、このボートはトルコから出発したものだった。
4月20日にリビア・イタリア間の水域で海難に遭った船に関する2つの追加報道が出された。1隻のボートには最大150人、もう1隻は最大300人を収容していると伝えられた。これらボートの正確な位置は明らかにされておらず、これらの報道が別々の船に言及したものであるか否かも不明瞭だった。イタリアとマルタの海軍がこれらの招集に応じたと報道されている。 4月21日火曜日、当初の報道では死亡だったが、乗員450人全員が救助されたと報道された。

### 5月5日
シチリア島およびカラブリア州の海岸で救助活動と移民の上陸が相次いだ。Phoenix号という船が移民369人を運んでポッツァッロに到着。別の移民675人はアウグスタ (イタリア)に上陸し、300人がカラブリア沖で救助された。197人と共にカターニアに到着したコンテナ船Zeran号では5つの遺体が見つかった。セーブ・ザ・チルドレンによると、このほか移民40人が海で落命した。クロトーネでは、パナマ船籍のタンカーPrince I世号がシチリア海峡で救助した移民250人を運搬し、ほか3人の遺体（女性2人と男性1人）も救助中に海で回収した。
一方で（大量の移民上陸は）感染症警報も引き起こした。Vega号という船でアウグスタに到着した移民675人のうち約150人が、水痘と疥癬の疑いのため港で隔離された。医師の尽力で伝染の危険はなくなり、状況は沈静化された。検査を受けた 大部分の患者には水も食料もほとんどなく、リビアの倉庫で2か月待機していたため衰弱していた。
トラーパニでは移民104人が貨物船で到着し、他の483人はイタリア海軍の船Borsini号に乗ってパレルモに到着した。またイタリアの警察に逮捕された密輸業者の数も増加している。
カラブリア州の海岸から約80マイルの沖合で、浮力の悪い漁船に乗った移民約300人の救助活動が実施された。

### 5月29日
イタリア海軍がシチリア海峡で漂流する船に乗っていた移民217人を救助し、また17体の遺体を回収した。直近24時間で3,300人の移民が救助された。

### 7月23日
3隻の船に乗った移民283人がリビア沿岸から数マイル離れた場所でドイツのフリゲート艦シュレースヴィヒ＝ホルシュタインによって救助され、シチリア島のオーガスタ港に上陸した。生存者の証言によると40人が行方不明または死亡している。

### 8月15日
船倉に詰め込まれ、出られないようにリビア沖で船の乗組員によって塞がれた49人の移民が煙を吸って死亡した。 生存者はイタリア海軍によって救助され、その船の船長と乗組員が逮捕された。

### 8月18日
6人の移民がギリシャの島に到達しようと試みてトルコ沖で溺死した。

### 8月25日
船倉に詰め込まれ、出られないようにリビア沖で船の乗組員によって塞がれた50人の移民が煙を吸って死亡し、 生存者はスウェーデンの部隊によって救助された。このボートでは救助された別の400人の移民も運んでいた。

## 2016年

### 9月21日
2016年9月21日、難民約600人の乗船するボートが地中海のエジプト沿岸沖で転覆した。204人の遺体（少なくとも子供30人を含む）が回収され、約160人が救助され、数百人が行方不明のままで約300人が死亡したものと考えられている。人身売買および収容能力の法令違反で4人が逮捕された。この事故は2016年の地中海において最悪規模の可能性がある。

### 11月3日
2016年11月3日、リビア沖での2件の転覆事故で約240人が死亡した。最初の海難では29人が生き延び、約120人の死亡が報道された。 2番目の海難で生き残ったのは2人だけで、再び約120人の死亡が報道された。11月17日にリビア沖で放棄されたモーター無しのボートが沈没した際に、別の100人が沿岸沖で溺死したと考えられている。生存者 27人はイタリアに移送された。2016年に地中海を渡ろうとして推定4700人が死亡した。